# Nemacheilus
Nemacheilus é um género de peixe actinopterígeo da família Balitoridae.
Este género contém as seguintes espécies:
- Nemacheilus anguilla Annandale, 1919 (incertae sedis, mais provável neste gênero)
- Nemacheilus arenicolus Kottelat, 1998
- Nemacheilus banar Freyhof & Serov, 2001
- Nemacheilus binotatus H. M. Smith, 1933
- Nemacheilus chrysolaimos (Valenciennes, 1846)
- Nemacheilus cleopatra Freyhof & Serov, 2001
- Nemacheilus corica (F. Hamilton, 1822) (incertae sedis, mais provável neste gênero)
- Nemacheilus doonensis (Tilak & Husain, 1977)
- Nemacheilus drassensis (Tilak, 1990)
- Nemacheilus elegantissimus P. K. Chin & Samat, 1992
- Nemacheilus fasciatus (Valenciennes, 1846)
- Nemacheilus inglisi Hora, 1935
- Nemacheilus jaklesii (Bleeker, 1852) (species inquirenda neste gênero)
- Nemacheilus kaimurensis Husain & Tilak, 1998 (incertae sedis, mais provável neste gênero)
- Nemacheilus kapuasensis Kottelat, 1984
- Nemacheilus longipectoralis Popta, 1905
- Nemacheilus longipinnis C. G. E. Ahl, 1922
- Nemacheilus longistriatus Kottelat, 1990
- Nemacheilus lunanensis Li & Xia, 1987
- Nemacheilus marang Hadiaty & Kottelat, 2010
- Nemacheilus masyai H. M. Smith, 1933
- Nemacheilus monilis Hora, 1921 (incertae sedis, mais provável neste gênero)
- Nemacheilus olivaceus Boulenger, 1894
- Nemacheilus ornatus Kottelat, 1990
- Nemacheilus oxianus Kessler, 1877
- Nemacheilus pallidus Kottelat, 1990
- Nemacheilus papillos H. H. Tan & Kottelat, 2009
- Nemacheilus papillosus (Perugia, 1893) (species inquirenda neste gênero)
- Nemacheilus paucimaculatus Bohlen & Šlechtová, 2011[2]
- Nemacheilus pfeifferae (Bleeker, 1853)
- Nemacheilus platiceps Kottelat, 1990
- Nemacheilus rueppelli (Sykes, 1839)
- Nemacheilus saravacensis Boulenger, 1894
- Nemacheilus selangoricus Duncker, 1904
- Nemacheilus shehensis Menon, 1987
- Nemacheilus shuangjiangensis (S. Q. Zhu & S. H. Wang, 1985)
- Nemacheilus singhi (Menon, 1987)
- Nemacheilus spiniferus Kottelat, 1984
- Nemacheilus stigmofasciatus Arunachalam & Muralidharan, 2009 (incertae sedis, mais provável neste gênero)
- Nemacheilus subfusca (McClelland, 1839)
- Nemacheilus tebo Hadiaty & Kottelat, 2009
- Nemacheilus troglocataractus Kottelat & Géry, 1989
- Nemacheilus tuberigum Hadiaty & Siebert, 2001
- Nemacheilus yingjiangensis Zhu, 1982
- Nemacheilus zonatus Page, Pfeiffer, Suksri, Randall & Boyd, 2020[3]